# Técnica de Kasai
La Técnica de Kasai (o hepatoportoenterostomía) es una técnica quirúrgica realizada en niños con atresia biliar. En estos niños la bilis no logra drenar correctamente desde el hígado hasta el intestino delgado, debido a la ausencia o alteración de las vías biliares extrahepáticas. La cirugía involucra la resección de las vías biliares remanentes y la anastomosis en Y de Roux desde el hígado hasta el yeyuno, lo cual permite el correcto drenaje de bilis y retrasa el proceso de fibrosis.

## Pronóstico
- Si es realizada antes de los 2 meses de vida, 80% de los niños logran un grado de correcto drenaje de bilis.
- El pronóstico empeora mientras más tardíamente se realice la cirugía.
- Entre las complicaciones destaca, colangitis a repetición, hipertensión portal, mala absorción y síndrome hepatopulmonar.
- La mayoría de los niños sometidos a esta operación deberán posteriormente ser sometidos a trasplante de hígado.